# Helen Tanger
Helen Lesley Tanger (Hardenberg, 22 augustus 1978) is een Nederlands roeister. Ze vertegenwoordigde Nederland tweemaal op de Olympische Spelen en op diverse internationale wedstrijden bij verschillende roeidisciplines.
Op de spelen van 2004 behaalde ze op het roeionderdeel de acht met stuurvrouw een bronzen medaille. In 2008 op de Olympische Spelen van Peking vertegenwoordigde ze Nederland opnieuw bij de vrouwenacht en behaalde ditmaal een zilveren medaille haalde.
Ze woont in Amsterdam en is daar lid van de roeivereniging R.S.V.U. Okeanos.

## Titels
- Nederlands kampioene (Twee zonder stuurvrouw) - 2002, 2003,
- Nederlands kampioene (Vier zonder stuurvrouw) - 2003, 2005
- Nederlands kampioene (Acht met stuurvrouw) - 2003, 2005

## Palmares

### Twee zonder
- 2002: 14e WK in Sevilla - 7.17,06
- 2007: 9e WK in München - 7.18,52

### Vier zonder
- 2003:  WK in Milaan - 6.54,42

### Acht met stuurvrouw
- 2001: 8e WK in Luzern - 6.20,80
- 2004:  OS in Athene - 6.19,85
- 2005:  WK in Gifu - 5.59,61
- 2008:  OS in Beijing - 6.07,22

Hurnet Dekkers · 
Annemiek de Haan · 
Nienke Hommes · 
Annemarieke van Rumpt · 
Sarah Siegelaar · 
Marlies Smulders · 
Helen Tanger · 
Froukje Wegman · 
Ester Workel (stuurvrouw)
Femke Dekker · 
Annemiek de Haan · 
Nienke Kingma · 
Roline Repelaer van Driel · 
Annemarieke van Rumpt · 
Sarah Siegelaar · 
Marlies Smulders · 
Helen Tanger · 
Ester Workel (stuurvrouw)